# Йоханнесен, Бергур
Бе́ргур Йоха́ннесен (фар. Bergur Johannesen; род. 3 мая 1999 года в Тофтире, Фарерские острова) — фарерский футболист, защитник второй команды клуба «НСИ».

## Карьера
Бергур — воспитанник «Б68» из его родной деревни Тофтир. 26 сентября 2015 года он дебютировал за «Б68» в матче первого дивизиона против клуба «Б71». В следующем сезоне Бергур провёл свой первый матч в премьер-лиге Фарерских островов: 25 сентября 2016 года в поединке со «Скалой» он заменил Отто Петерсена на 72-й минуте. В сезонах 2017 и 2018 годов Бергур не принимал участия в играх за «Б68», ограничиваясь редкими выступлениями за вторую команду тофтирцев.
1 сентября 2018 года Бергур перешёл из «Б68» в «Ундри» из второго дивизиона. За 8 месяцев в этой команде он сыграл в 5 матчах и забил 1 гол. В мае следующего года Бергур стал выступать за вторую команду рунавикского «НСИ» и по итогам сезона-2019 провёл за неё 10 встреч в первой лиге. В январе 2020 года Бергур вернулся в родной «Б68» на правах аренды. После своего возвращения он сыграл 5 встреч первого дивизиона, после чего отправился обратно в «НСИ II». Бергур принял участие в 17 матчах за «дубль» рунавикцев во второй половине сезона-2020.

## Личная жизнь
Старший брат Бергура, Хельги Йоханнесен — тоже футболист. Хельги и Бергур вместе играли за «Б68».